# Heinz Weyl
Heinz Weyl (* 5. Januar 1915 in Berlin; † 19. März 1996 in Hannover) war ein deutscher Architekt sowie Stadt- und Regionalplaner.

## Leben
Weyl studierte Architektur und Städtebau an den Universitäten in Berlin, Darmstadt und Stuttgart. Anschließend  war er als Stadtplaner in Mainz tätig und leitete zeitweilig die Bezirksgruppe im Siedlungsverband Ruhrkohlenbezirk.
Ab 1964 wirkte Weyl als Beigeordneter im Verband Großraum Hannover, für den er 1967 und 1972 an der Entwicklung der Regionalplanung und der Aufstellung der Regionalpläne beteiligt war.
Mitte der 1970er Jahre lehrte er im Rahmen einer Honorarprofessur an der Technischen Universität Hannover das Fach Regional- und Landesplanung.
Weyl war in den 1970er und 1980er Jahren einer der Wortführer in den Debatten der Akademie für Raumforschung und Landesplanung.
Mitte der 1970er Jahre stand Heinz Weyl dem Rotary Club Hannover-Leineschloss als Präsident vor.

## Schriften (Auswahl)
- Stadtsanierung und neue Städte in England, hrsg. im Auftrag des Siedlungsverbandes Ruhrkohlenbezirk, Essen: Bacht, 1961
- Klaus Kummerer, Norbert Schwarz, Heinz Weyl: Strukturräumliche Ordnungsvorstellungen des Bundes (= Schriften der Kommission für Wirtschaftlichen und Sozialen Wandel, Bd. 102), Göttingen: Schwartz, 1975, ISBN 978-3-509-00908-8
- Beiträge zur Raumplanung in Verdichtungsräumen, 3 Bde., Hannover: Verband Großraum Hannover, Presse- und Informationsstelle, 1974–1978
- Entwicklungsbedingungen peripher gelegener Räume unter veränderten Voraussetzungen. Vortrag, gehalten am 12.4.1978 im 26. Referendarlehrgang des Instituts vom 27.2. bis 12.5.1978, Berlin: Institur für Städtebau der Deutschen Akademie für Städtebau und Landesplanung, 1978
- Funktion und Wirkungspotential der Raumordnung (= Veröffentlichungen der Akademie für Raumforschung und Landesplanung, Abhandlungen, Bd. 79), Hannover: Schroedel Verlag, 1979, ISBN 3-507-91716-5
- Heinz Weyl et al.: Funktionsräumliche Arbeitsteilung,
  - Teil 1: Allgemeine Grundlagen (= Forschungs- und Sitzungsberichte der ARL, Bd. 138), Hannover: Curt Vincentz Verlag, 1981, ISBN 978-3-507-91711-8 und ISBN 3-507-91711-4
  - Teil 2: Ausgewählte Vorrangfunktionen in der Bundesrepublik Deutschland (= Forschungs- und Sitzungsberichte der ARL, Bd. 153), Hannover: Curt Vincentz Verlag, 1984, ISBN 978-3-87870-756-1 und ISBN 3-87870-756-8
- Raum und Gesellschaft. Ausgewählte Beiträge 1965–1994, Hannover: Akademie für Raumforschung und Landesplanung, 1995